# JPMorgan Chase Open 2005
JPMorgan Chase Open 2005 — жіночий тенісний турнір, що проходив на відкритих кортах з твердим покриттям у Лос-Анджелесі (США). Належав до турнірів 2-ї категорії в рамках Туру WTA 2005. Відбувсь утридцятьдруге і тривав з 8 серпня до 14 серпня 2005 року. П'ята сіяна Кім Клейстерс здобула титул в одиночному розряді, свій другий на цьому турнірі (перший був 2003 року), й отримала 93 тис. доларів США.

## Фінальна частина

### Одиночний розряд
Кім Клейстерс —  Даніела Гантухова, 6–4, 6–1
- Для Клейстерс це був 5-й титул в одиночному розряді за сезон і 26-й — за кар'єру.

### Парний розряд
Олена Дементьєва /  Флавія Пеннетта —  Анджела Гейнс /  Бетані Маттек-Сендс, 6–2, 6–4